# André Delvaux
André Delvaux (Heverlee, 21 de março de 1926 – Valência, 4 de outubro de 2002) foi um cineasta belga.